# Comuna Socol, Caraș-Severin
Socol (în sârbă Соколовац, cu alfabetul latin: Sokolovac) este o comună în județul Caraș-Severin, Banat, România, formată din satele Baziaș, Câmpia, Pârneaura, Socol (reședința) și Zlatița.

## Demografie
Componența etnică a comunei Socol
     Români (49,13%)
     Sârbi (38,39%)
     Cehi (2,75%)
     Alte etnii (1,44%)
     Necunoscută (8,3%)
Componența confesională a comunei Socol
     Ortodocși sârbi (42,76%)
     Ortodocși (24,09%)
     Penticostali (15,73%)
     Romano-catolici (4,31%)
     Baptiști (2,68%)
     Fără religie (1,44%)
     Alte religii (0,25%)
     Necunoscută (8,74%)
Conform recensământului efectuat în 2021, populația comunei Socol se ridică la 1.602 locuitori, în scădere față de recensământul anterior din 2011, când fuseseră înregistrați 1.933 de locuitori. Cei mai mulți locuitori sunt români (49,13%), cu minorități de sârbi (38,39%) și cehi (2,75%), iar pentru 8,3% nu se cunoaște apartenența etnică. Din punct de vedere confesional, cei mai mulți locuitori sunt ortodocși sârbi (42,76%), cu minorități de ortodocși (24,09%), penticostali (15,73%), romano-catolici (4,31%), baptiști (2,68%) și fără religie (1,44%), iar pentru 8,74% nu se cunoaște apartenența confesională.

## Politică și administrație
Comuna Socol este administrată de un primar și un consiliu local compus din 11 consilieri. Primarul, Olgița Ghiță[*], de la Partidul Social Democrat, este în funcție din 2012. Începând cu alegerile locale din 2024, consiliul local are următoarea componență pe partide politice:
|  | Partid                          | Consilieri | Componența Consiliului | Componența Consiliului | Componența Consiliului | Componența Consiliului |
|  | ------------------------------- | ---------- | ---------------------- | ---------------------- | ---------------------- | ---------------------- |
|  | Partidul Social Democrat        | 4          |                        |                        |                        |                        |
|  | Partidul PRO România            | 2          |                        |                        |                        |                        |
|  | Uniunea Sârbilor din România    | 1          |                        |                        |                        |                        |
|  | Forța Dreptei                   | 1          |                        |                        |                        |                        |
|  | Alianța pentru Unirea Românilor | 1          |                        |                        |                        |                        |
|  | Partidul Național Liberal       | 1          |                        |                        |                        |                        |
|  | Partidul Puterii Umaniste       | 1          |                        |                        |                        |                        |

## Personalități
- Miodrag Belodedici (n.1964), fotbalist.

## Legături externe

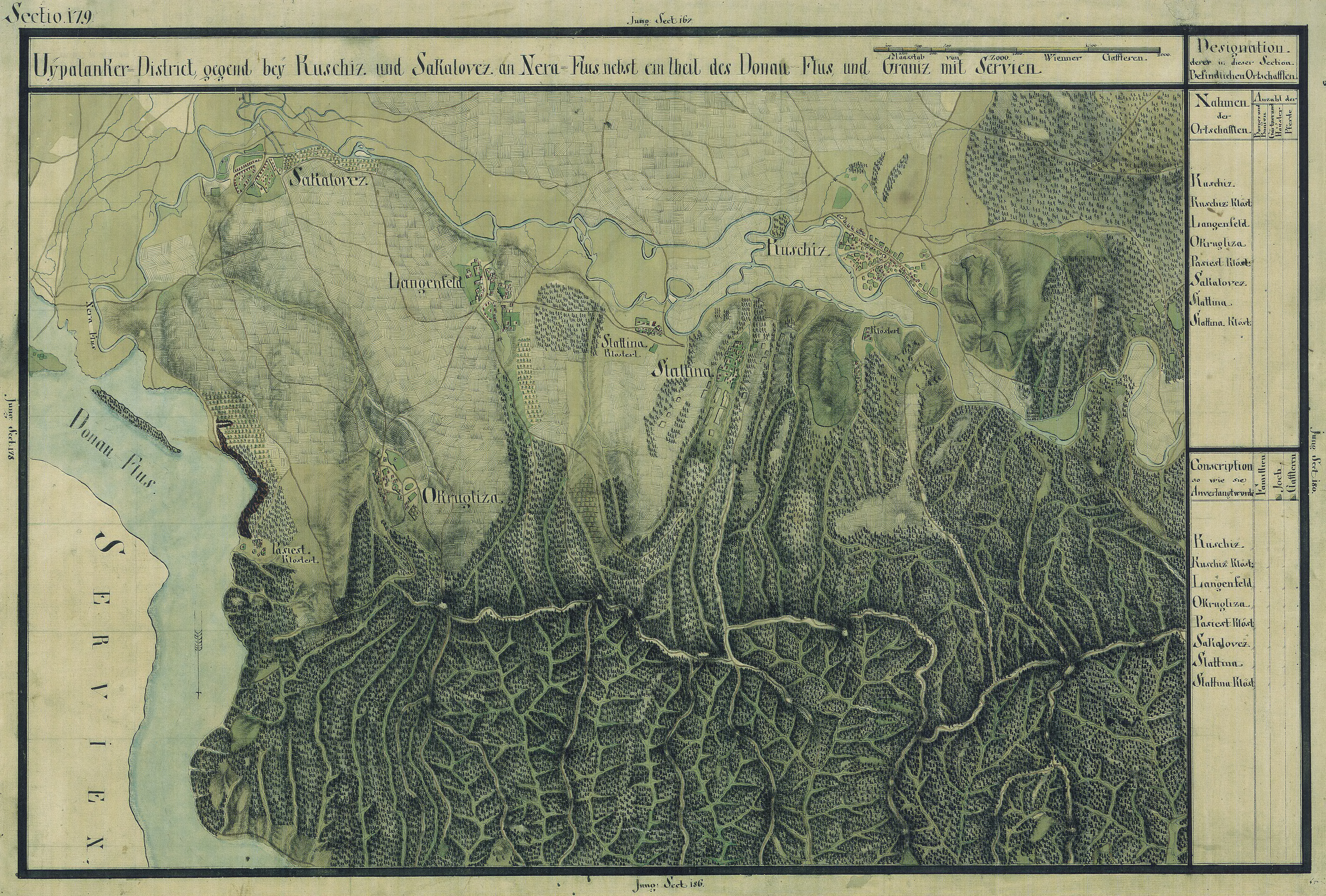
Socol în Harta Iosefină a Banatului, 1769-72